# Skåne–Smålands Järnväg
Skåne–Smålands Järnväg, SSJ, var en järnväg mellan Kärreberga, strax utanför Åstorp, i Skåne och Värnamo i Småland. Det finns en kort kvarvarande del: sträckan Markaryd–Traryd där spåret också ligger kvar och används av Skåne-Smålands Jernvägsmuseiförening (SSJF) för museitrafik och dressincykling.

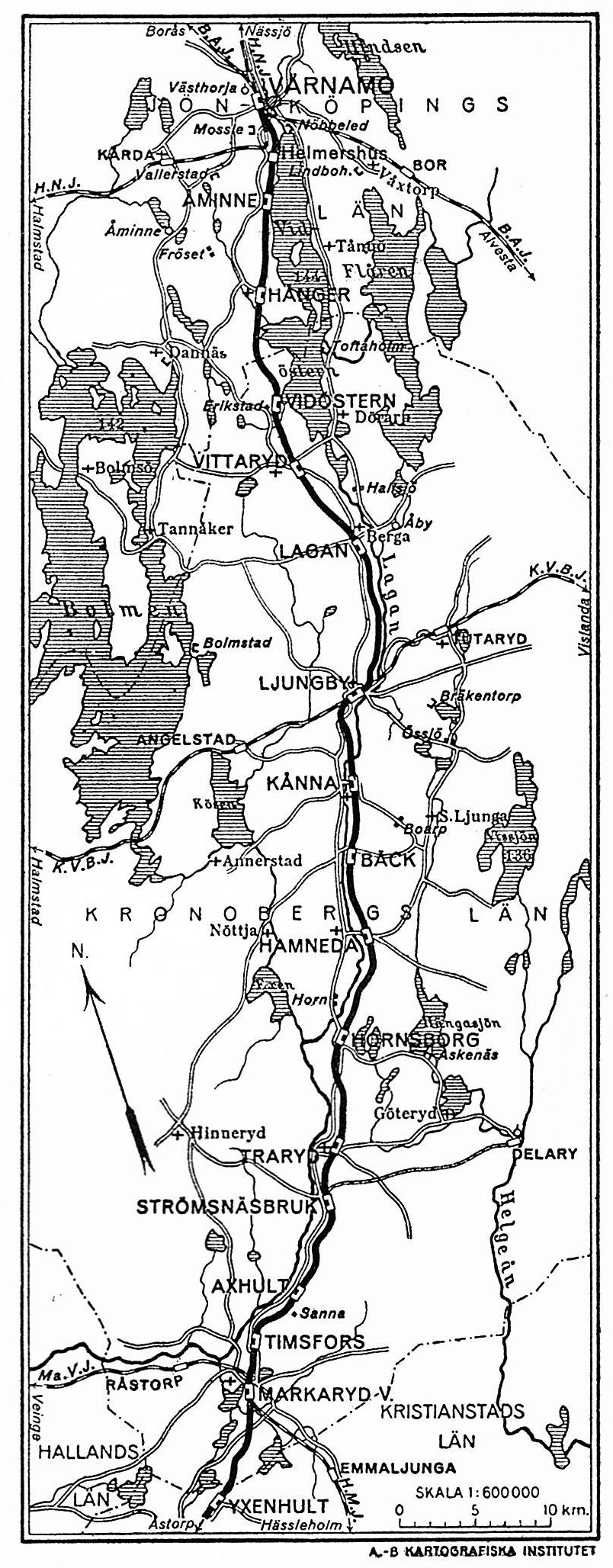
SSJ. Sträckan Värnamo-Markaryd. Karta 1926.

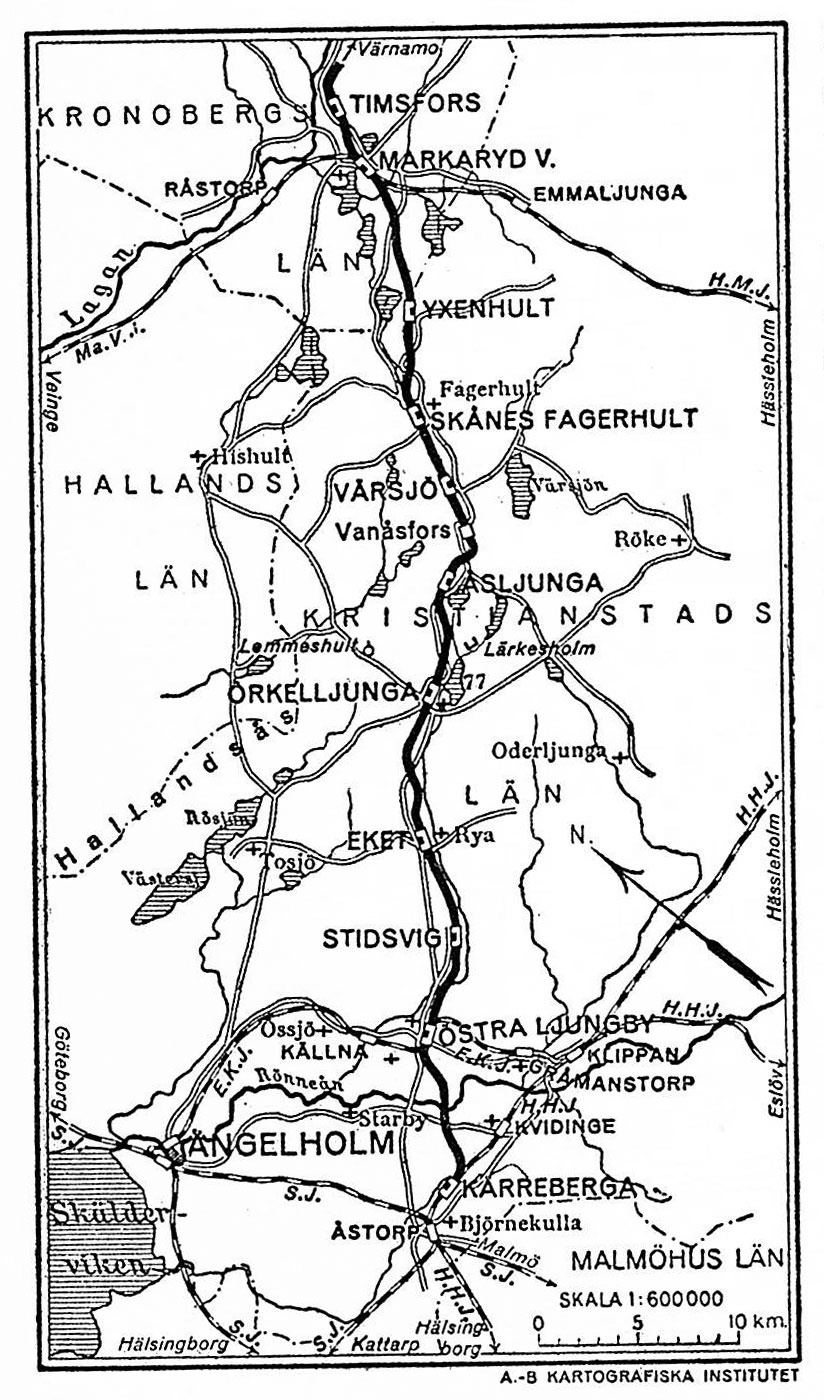
SSJ. Sträckan Markaryd-Kärreberga. Karta 1926.

## Historik
Koncessionen att bygga järnvägens första sträckning, Kärreberga–Markaryd, blev beviljad den 9 augusti 1889 till Skåne–Smålands Järnvägs AB och järnvägen skulle vara klar den 1 juli 1892. Helsingborgs stad hade varit drivande i utbyggnaden av SSJ och styrelsen fanns i Helsingborg.
Den första och sydligaste delen av järnvägen, Kärreberga–Markaryd Västra, avsynades den 20 december 1893. Denna sträcka öppnades för allmän trafik den 15 januari 1894 och togs i bruk av dåtidens postverk den 1 mars samma år. Markaryd Västra–Strömsnäs bruk blev färdig den 2 november 1897 och Strömsnäs bruk–Värnamo den 16 juni 1899 och med det var järnvägen färdigbyggd. Markaryd Västra var SSJ:s stationshus vid bangården i Markaryd.
Järnvägen i Sverige byggdes snabbt ut runt sekelskiftet i södra Sverige. Vid Kärreberga utgick SSJ från Helsingborg–Hässleholms Järnväg. I Östra Ljungby korsade Ängelholm–Klippans Järnväg, öppnad 1904. I Markaryd anslöt Vittsjö–Markaryds Järnväg öppnad 1892  och Markaryd–Veinge Järnväg öppnad 1899. Den koncessionerade järnvägen mellan Markaryd och Landeryd byggdes aldrig. Från Strömsnäs bruk utgick en smalspårig järnväg med den udda spårvidden 643mm till Delary. Den smalspåriga Vislanda–Bolmens Järnväg öppnad 1878 korsades i Ljungby. I Värnamo anslöt Halmstad–Nässjö Järnvägar öppnad 1882 med delen till Jönköping från Vaggeryd öppnad 1894 och Borås–Alvesta Järnväg (BAJ) öppnad 1902. 
Under privatbanetiden var Strömsnäsbruk huvudstation för SSJ och där fanns banans lokstallar, verkstad och banavdelning. Efter att SJ tagit över 1939 fortsatte man att använda lokstationen. En del av dess lokaler finns nu hos SSJF. 
Efter Riksdagsbeslutet 1939 om att förstatliga alla svenska järnvägarna var SSJ en av de första som köptes. SSJ drevs till en början som statligt bolag för att 1940 införlivas i Statens Järnvägar.
En av de få ändringarna till banan var anslutning till Halmstad–Nässjö-linjen vid infarten till Värnamo i samband med att Riksväg 27 byggdes om på 1980-talet. I mitten på 2000-talet var den kvarvarande banan avstängd mellan Timsfors och Strömsnäsbruk för byggandet av E4. Den öppnades igen hösten 2005.
Under 1980-talet arbetade Ljungby kommun, utan att lyckas, för att persontrafiken skulle återupptas genom anslutning till Krösatågen. År 2005 var Ljungby för nedläggningen eftersom det inte var ekonomiskt möjligt att återfå tågtrafik. Banvallen skulle förvärvas av Ljungby kommun.

### Trafik
Den södra slutstationen för SSJ var Åstorp eller Helsingborg via Ramlösa på Helsingborg–Hässleholms Järnväg och Helsingborg–Landskrona–Eslöfs järnväg.
Det mesta av det långväga resandet genom Småland gick via Södra stambanan som gick några mil öster om SSJ, men till mitten på 40-talet gick det direktvagnar mellan Jönköping och Helsingborg.
I mitten på 50-talet ersattes loktågen dragna bland annat av E-lok med rälsbussar från Hilding Carlssons Mekaniska Verkstad och senare med Y6-generationen av motorvagnar.

### Trafiken upphör
Persontrafiken längs hela banan upphörde i maj 1968.
Redan 1963 hade dock godstrafiken upphört på sträckan Örkelljunga-Stidsvig..  1977 upphörde godstrafiken Åsljunga-Örkelljunga, 1982 Kärreberga-Stidsvig. Godstrafiken Skånes Fagerhult–Åsljunga upphörde 1983 och Markaryd–Skånes Fagerhult 1994. Norr om Markaryd upphörde godstrafiken Hamneda-Ljungby 1975 (sporadisk trafik till 1986). På sträckan Strömsnäsbruk-Traryd upphörde godstrafiken 1989, sista trafiken därefter bestod i att transportera ut räls från spårrivningen Ljungby-Traryd. Trafiken Helmershus-Ljungby upphörde 1997 och sträckan Värnamo-Helmershus lades ner 2022. Godstrafiken Timsfors–Strömsnäsbruk upphörde runt år 2000 men SSJF fortsatte att trafikera bandelen med museitrafik. År 2009 lade Green Cargo ned den planenliga godstrafiken till Timsfors, därefter har enbart sporadisk godstrafik körts till/från Timsfors, framför allt lastning av timmer för vidare transport till sågverk. Sommaren 2015 blev SSJF infrastrukturförvaltare för hela sträckan Traryd-Strömsnäsbruk-(Markaryd), dessförinnan hade man haft ansvar för del av banan ner till Timsfors.

### Spårrivningar
Det mesta har rivits. Regeringen gav Statens Järnvägar tillstånd att riva Ljungby–Traryd och Skånes Fagerhult–Kärreberga 1987. Det första som revs var vid Eket för att ge plats åt E4. Östra Ljungby-Stidsvig revs 1990, Stidsvig–Skånes Fagerhult 1991, Ljungby-Traryd 1994 och Skånes Fagerhult–Markaryd 1999. Från strax norr om Kärreberga omkring 3 km norrut mot Östra Ljungby ligger spåret kvar i Åstorps kommun.. Efter den gamla järnvägsbron (vars räls ligger kvar 2020) över Rönne å in i Klippans kommun är spåret rivet.
Efter överklagande fastställde regeringen i februari 2009 nedläggning av järnvägen Helmershus–Ljungby. Rivningen började samma år och var färdig 2010. En del av växlarna hade tidigare flyttats till den nybyggda kombiterminalen i Skillingaryd på Järnvägslinjen Halmstad-Nässjö.

### Cykelvägar
Det mesta av banvallen har köpts av kommunerna och mycket är cykelväg. Den första cykelvägen startar i Östra Ljungby och fortsätter genom Örkelljunga där kommunen äger banvallen, förutom där E4:an korsar.[källa behövs] Den fortsätter till Markaryd. I Ljungby ägs banvallen söderut av kommunen och det finns cykelväg till Hornsborg. Söder om Hornsborg mot Traryd har banvallen använts till landsväg. På den 2009/2010 rivna sträckan, som fortfarande ägs av staten, mellan Ljungby–Värnamo finns det planer på cykelväg närmast varje stad, men inga gemensam planer hela vägen. I Ljungby utreds frågan under 2011.

## Nuläget
Skåne–Smålands Jernvägsmuseiförening (SSJF) äger och förvaltar Strömsnäsbruk–Traryd (3,5 km) och arrenderar från staten och förvaltar Markaryd–Strömsnäsbruk (14 km).
Tidigare (2011-2017) körde SSJF turisttrafik sommartid på sträckan Strömsnäsbruk-Markaryd, men under våren 2022 rustades sträckan Strömsnäsbruk-Traryd upp och från Juni 2022 körs åter turisttrafik sommartid med Y7-rälsbussar, men nu på sträckan Strömsnäsbruk-Traryd.

## Framtid
Den kvarvarande järnvägen vid Helmershus kan komma att användas vid en central dragning av Europabanan genom Värnamo.